# Самамиш (Вашингтон)
Самамиш (енгл. Sammamish) град је у америчкој савезној држави Вашингтон. По попису становништва из 2010. у њему је живело 45.780 становника.

## Демографија
Према попису становништва из 2010. у граду је живело 45.780 становника, што је 11.676 (34,2%) становника више него 2000. године.
| Група             | 2000.          | 2010.          |
| Белци             | 29.361 (86,1%) | 32.909 (71,9%) |
| Афроамериканци    | 289 (0,8%)     | 439 (1,0%)     |
| Азијати           | 2.690 (7,9%)   | 8.852 (19,3%)  |
| Хиспаноамериканци | 853 (2,5%)     | 1.804 (3,9%)   |
| Укупно            | 34.104         | 45.780         |